# Baarland
Baarland ist ein Dorf in der Gemeinde Borsele in der niederländischen Provinz Zeeland. Es hat 595 Einwohner (Stand: 1. Januar 2024).
Zwei Schlösser sind im Dorfgebiet nachgewiesen: Mitten im Zentrum, hinter der Kirche liegt das ehemalige Slot Baarland aus dem 14. Jahrhundert, das während der Cosmas- und Damianflut von 1477 zerstört wurde. Verschont blieben lediglich der Schlossgraben, die Grundmauern und das Kutscherhaus. Die Grundmauern wurden restauriert. Auf dem Schlossgelände wurde ein ausgedehnter Schlossgarten angelegt, der besichtigt werden kann.
Ganz in der Nähe des Dorfes, auf dem Weg nach Oudelande liegen die Fundamente des vormaligen mittelalterlichen Schlosses Hellenburg zweier Brüder, Hendrick und Costijn aus dem Geschlecht der van Renesses, die ursprünglich aus Renesse auf Schouwen-Duiveland stammten. Wahrscheinlich waren sie eng verwandt mit Jan van Renesse, dessen Besitzungen in Zeeland 1304 nach der Schlacht von Zieriksee an Witte van Haamstede gingen und dessen Familienmitglieder darauf in andere Orte flüchteten. 
Bis in das 15. Jahrhundert hinein wurde an Schloss Hellenburg gebaut; über seine weitere Geschichte und seinen Untergang ist nichts überliefert. Erst ab 1958 wurden im Rahmen einer Flurbereinigung Grundmauern entdeckt und freigelegt. 
Am 26. Oktober 1944, zwei Wochen vor dem Ende der Schlacht an der Scheldemündung, überquerten Truppen der schottischen 52. Lowlanddivison die Schelde und landeten am Scheldeoord bei Baarland, um Südbeveland von der deutschen Besatzung zu befreien und den Schifffahrtsweg zum Antwerpener Hafen zu sichern.
Evangelische Pfarrkirche von Baarland ist die spätgotische Kirche Sint Maarten.

## Persönlichkeiten
- Adrianus Barlandus (1486–1538), Philologe, Historiker und Moralphilosoph